# Bechyně zastávka
Bechyně zastávka je železniční zastávka v Bechyni na železniční trati Tábor–Bechyně v železničním kilometru 23,267. Zastávka se nachází na pravém břehu řeky Lužnice v nadmořské výšce 420 m. V těsné blízkosti zastávky v km 23,367 se nacházela odbočná výhybka N1 na nákladiště Staré nádraží.

## Historie
Železniční trať Tábor–Bechyně byla uvedena do provozu 21. června 1903. Trať končila na levém břehu Lužnice, zatímco město leží na pravém břehu. Roku 1928 byla trať po nově otevřeném bechyňském mostu prodloužena až do města, čímž se prodloužila z 23 na 24 kilometrů. Zpočátku se do Bechyně jezdilo přes staré nádraží úvraťově, ale od 15. května 1929 byl zprovozněn oblouk pro nový směr a část tratě ke starému nádraží byla změněna na vlečku, napojenou na vlastní trať směrem k Bechyni, a staré nádraží bylo změněno v nákladiště dřeva. V místě, kde byla původní trať odkloněna, byla zřízena nová zastávka.